# Nationaal park Prespa (Griekenland)
Het Nationaal park Prespa (Grieks: Εθνικός Δρυμός Πρεσπών; Ethnikós Drymós Prespón) is een nationaal park in het noordwesten van Griekenland. Het is een van de vier nationale parken rond het Prespameer en beslaat het gebied rond het zuidoostelijke, Griekse gedeelte van dit meer, inclusief het Kleine Prespameer. Het maakt sinds 2000 samen met de drie parken in de buurlanden (Nationaal park Prespa in Albanië, Nationaal park Pelister en Nationaal park Galičica in Noord-Macedonië) deel uit van een trilateraal grensoverschrijdend Prespapark.
Het park heeft als wetland de status van Ramsargebied. Belangrijke vogelsoorten zijn hier de kroeskoppelikaan en de roze pelikaan, de grote zilverreiger, de dwergaalscholver en de steenarend.
De flora in het gebied omvat circa 1400 soorten, waaronder de endemische Centaurea prespana.
In Agios Germanos bevindt zich een bezoekerscentrum.